# Cabalide
La Cabalide est, dans l'Antiquité, une petite région située dans le sud-ouest de l'Asie mineure et proche de la Lycie.

## Cités de Cabalide
- Termessos
- Tyriaion[1]